# Brendan Gaunce
Brendan Gaunce, född 25 mars 1994, är en kanadensisk professionell ishockeyspelare som spelar för Vancouver Canucks i NHL.
Han draftades i första rundan i 2012 års draft av Vancouver Canucks som 26:e spelare totalt.